# مقاطعة بولاسكي (جورجيا)
مقاطعة بولاسكي (بالإنجليزية: Pulaski County)‏ هي إحدى المقاطعات في ولاية جورجيا في الولايات المتحدة الأمريكية.